# Епархия Ва
 Епархия Ва (лат.  Dioecesis Vaënsis) — епархия Римско-Католической Церкви c центром в городе Ва, Гана. Епархия Ва входит в архиепархия Тамале.

## История
3 ноября 1959 года Римский папа Иоанн XXIII учредил буллой «Cum venerabilis» епархию Ва, выделив её из епархии Тамале (сегодня — архиепархия Тамале). 30 мая 1977 года епархия Ва вступила в церковную провинцию Тамале.

## Ординарии епархии
- епископ Пётр Дери (16.03.1960 — 18.11.1974);
- епископ Gregory Ebolawola Kpiebaya (18.11.1974 — 26.03.1994);
- епископ Paul Bemile (19.12.1994 — 17.02.2016);
- кардинал Ричард Кууя Баавобр, M. Afr. (17.02.2016 — 27.11.2022).

## Источник
- Annuario Pontificio, Ватикан, 2005
- Булла Cum venerabilis, AAS 52 (1960), p. 135  (лат.)